# All the Way (canción)
«All the Way» es una canción de hard rock escrita por Rik Emmett, Gil Moore y Mike Levine.  Apareció originalmente en el álbum de estudio Never Surrender de la banda canadiense Triumph, lanzado en 1982 por Attic Records en Canadá y en 1983 por RCA Records en el resto del mundo.

## Lanzamiento y recepción
Este tema fue publicado como el segundo sencillo de Never Surrender días antes del lanzamiento de este último, en 1982 por Polydor Records.  La pista que se incluyó en la cara B del vinilo fue «Battle Cry», compuesta también por Triumph.
En Canadá, «All the Way» no entró en las listas de popularidad. Sin embargo, en los Estados Unidos este sencillo alcanzó a posicionarse en el 2.º puesto del listado del Mainstream Rock Tracks de Billboard en 1983. 

## Edición promocional
Junto con la versión comercial, se lanzó una edición de promoción de «All the Way».  La diferencia entre dichas versiones era que contenían diferente tema secundario.  La canción que se enlistaba en la versión promocional era «All the Way», pero en calidad de sonido estéreo, ya que en lado A estaba en sonido monoaural.

## Lista de canciones

### Versión comercial

#### Cara A
| side one |               |                                      |               |          |  |
| N.º      | Título        | Escritor(es)                         | Voz principal | Duración |  |
| 1.       | «All the Way» | Rik Emmett / Gil Moore / Mike Levine | Rik Emmett    | 3:42     |  |

#### Cara B
| side one |              |                         |               |          |  |
| N.º      | Título       | Escritor(es)            | Voz principal | Duración |  |
| 2.       | «Battle Cry» | Emmett / Moore / Levine | Gil Moore     | 4:28     |  |

### Versión promocional

#### Cara A
| side one |                                  |                         |               |          |  |
| N.º      | Título                           | Escritor(es)            | Voz principal | Duración |  |
| 1.       | «All the Way» (sonido monoaural) | Emmett / Moore / Levine | Rik Emmett    | 3:42     |  |

#### Cara B
| side one |                                      |                         |               |          |  |
| N.º      | Título                               | Escritor(es)            | Voz principal | Duración |  |
| 2.       | «All the Way» (sonido estereofónico) | Emmett / Moore / Levine | Rik Emmett    | 3:42     |  |

## Créditos
- Rik Emmett — voz principal (en la canción «All the Way»), guitarra acústica, guitarra eléctrica y coros.
- Gil Moore — voz principal (en la canción «Battle Cry»), batería y coros.
- Mike Levine — bajo y coros.

## Listas
| Año  | País           | Lista                            | Posición máxima |
| ---- | -------------- | -------------------------------- | --------------- |
| 1983 | Estados Unidos | Billboard Mainstream Rock Tracks | 2.º             |